# Pulau Pesek
Pulau Pesek est une île située au Sud de l'île principale de Singapour. 

## Géographie
Totalement industrialisée, elle s'étend sur environ 2,2 km de longueur pour une largeur approximative de 1,1 km. Elle constitue un ensemble relié en polders formant l'île artificielle de Jurong.